# Corbara (Italia)
Corbara (Cruvàrë in campano) è un comune italiano di 2 511 abitanti della provincia di Salerno in Campania. Dall'aprile 2013 fa parte dell'Unione dei comuni Terre dell'Agro, assieme ai comuni di San Marzano sul Sarno e Sant'Egidio del Monte Albino.

## Geografia fisica
Il comune è situato alle pendici dei Monti Lattari (tra i monti Albino e Cerreto), nell'Agro nocerino-sarnese, in prossimità della costiera amalfitana. Ha fatto parte, fino allo scioglimento della stessa (2008), della Comunità Montana Penisola Amalfitana.
Il territorio prevalentemente montagnoso del comune di Corbara, ha una superficie di 6,66 km² con altitudine che varia dai 106 agli 800 m circa del Valico di Chiunzi.
- Classificazione sismica: zona 3 (sismicità bassa), Ordinanza PCM. 3274 del 20/03/2003.

## Storia
Le prime tracce di abitato risalgono al II secolo a.C., forse in riferimento alla temporanea dispersione degli abitanti di Nuceria Alfaterna in seguito alla distruzione della città da parte di Annibale nel corso della seconda guerra punica (216 a.C.).
Corbara venne citata per la prima volta, con il nome di "Corvara" o "Corbaru" nel novembre del 1010 in un atto del Codex diplomaticus Cavensis. Nel novembre 1042 è menzionata una zona tra Sant'Egidio del Monte Albino e Corbara, chiamata gorga de lupenum: l'attuale Vena del Lupo. Del 1045 è invece un secondo documento che menziona una strada tra Corbara e Tramonti.

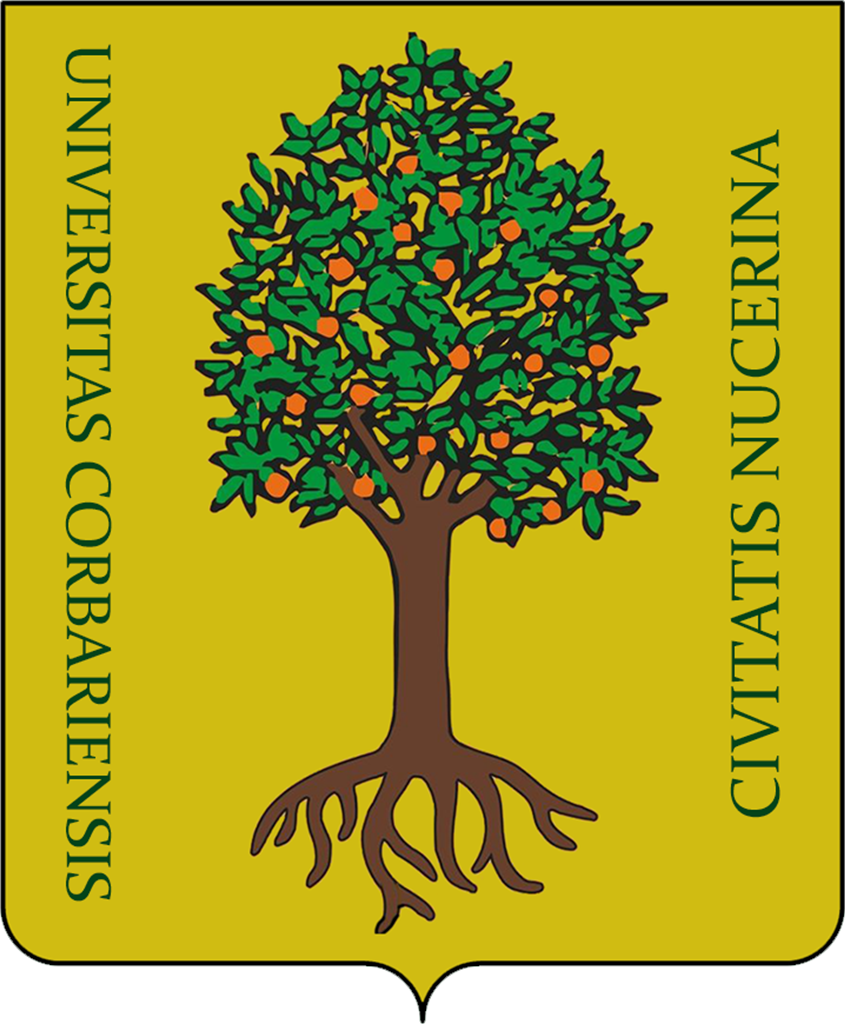
Stemma dell'Universitas Corbariensis, esistita dal 1570 al 1806

Sviluppatosi prevalentemente il borgo della Sala, il casale di Corbara fece amministrativamente parte della civitas Nuceriae, la confederazione di casali sorta dopo la distruzione della città di Nocera da parte di Ruggero II di Sicilia nel 1137 e fino alla seconda metà del Cinquecento (intorno al 1570) appartenne all'università di Sant'Egidio, insieme ai villaggi di Sant'Egidio e di San Lorenzo, e dipendeva anche dal punto di vista religioso dall'Abbazia di Santa Maria Maddalena in Armillis di Sant'Egidio del Monte Albino. Successivamente si costituì in università autonoma e fece parte della città di "Nocera dei Pagani", e nello specifico faceva parte della Nocera Sottana insieme alle università di Pagani, Sant'Egidio del Monte Albino e Barbazzano, università che eleggevano ogni anno il proprio "sindaco particolare", coadiuvato da due "eletti" e dai "razionali" (revisori di conti); gli abitanti di Nocera Sottana eleggevano quindi un "sindaco universale", che insieme ai due eletti da quelli di "Nocera Soprana" formava una sorta di triumvirato che reggeva la confederazione della città di Nocera dei Pagani.
A Corbara ebbe rilevanza la famiglia Sabbatini, che diede al villaggio la maggior parte dei sindaci particolari e universali. Altre famiglie del periodo furono i Padovano, i Nasta, i Troiano, gli Orlando, i Capriglione, gli Amarante e i Giordano.

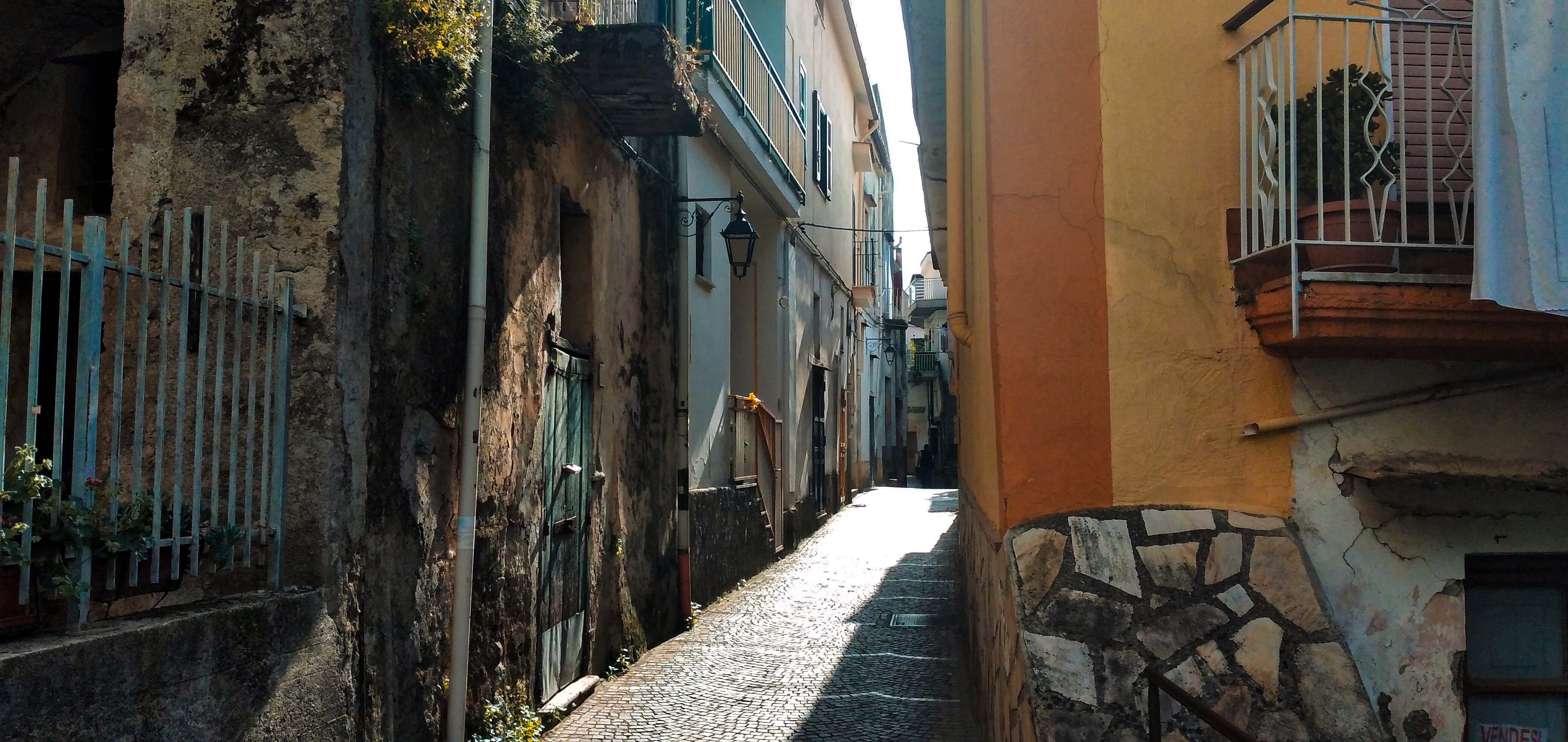
Sala, centro storico di Corbara

Esistono alcune notizie ricavabili da documenti e atti notarili relativi alla vita nel casale nel corso del XVIII secolo: nel 1732 il casale contava 152 fuochi (corrispondenti a circa 600 abitanti). L'acqua nel 1740 era conservata in due "conserve" situate a monte dell'abitato, alimentate dagli acquedotti del Cifurno e della Gragnana. Una pratica di sfruttamento del terreno prevedeva il "fitto del legname di montagna a crescere", con la quale veniva concesso il diritto di tagliare gli alberi in un fondo ogni dodici anni, in cambio di un canone annuale e della cura del terreno.
Nel 1806, sotto il governo del re Giuseppe Bonaparte vennero aboliti i precedenti ordinamenti municipali e creati al loro posto i comuni.
Nel territorio fu conosciuto il fenomeno del brigantaggio e in particolare una banda costituita da corbaresi e guidata da Antonio Padovano di Fortunato, detto Ficuciello, commise numerosi delitti.

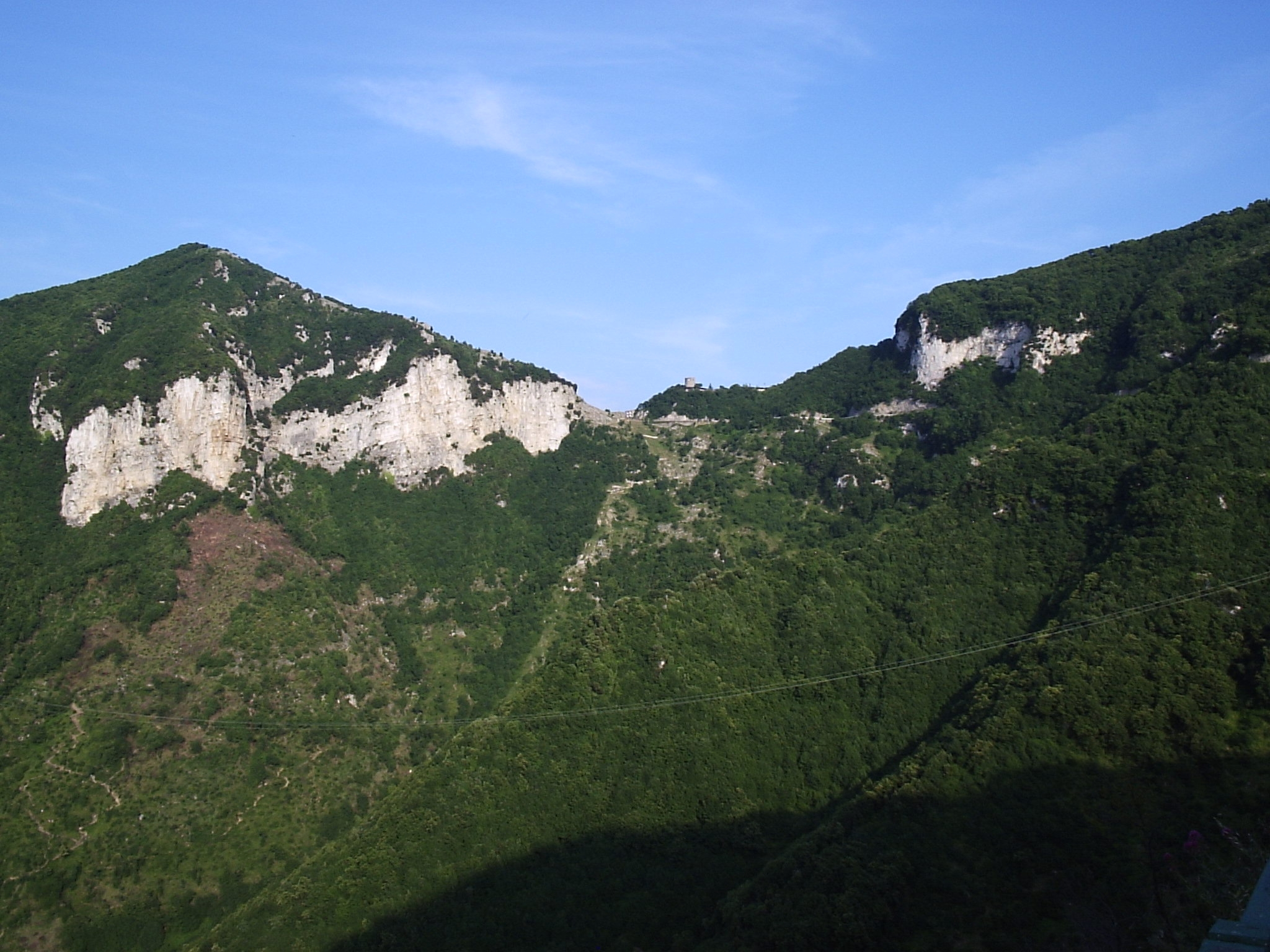
Vista del Valico di Chiunzi.

Dal 1861 il comune di Corbara aveva programmato la costruzione di una strada ("strada nuova di Corbara" tra la località di Acquapendente e quella di Boccarezza nel comune di Sant'Egidio, per immettersi sulla via Orazio) che permettesse di raggiungere comodamente la via stabiana. I lavori iniziarono nel 1864 e si conclusero nel 1877. Parallelamente era in corso la progettazione da parte dell'ingegnere Giuseppe Bellotti di una strada tra Chiunzi e Pagani, per collegare l'agro nocerino-sarnese e la costiera amalfitana e che doveva attraversare il territorio del comune di Sant'Egidio e Corbara, che venne però realizzata solo dopo oltre vent'anni.

### Stemma civico
Trae origine dal nome del paese, esso infatti rappresenta un corvo appollaiato sulla cima di una montagna.

## Monumenti e luoghi d'interesse
Sviluppatosi mano a mano attorno al nucleo storico del Rione Sala, rione dai caratteristici scorci, il paese si è arricchito di molte frazioni inglobate con gli anni al centro.
Il Municipio sorge proprio a metà strada dalle periferie; accanto c'è il palazzetto sportivo e la palestra.
A San Bartolomeo Apostolo, patrono di Corbara, è dedicata la chiesa principale, eretta, nel '500, in località Piazza, allora periferia del paese.
Altre due chiese testimoniano l'amore per l'arte e la fede dei corbaresi: quella di San Giuseppe, che richiama meglio, per la sua ubicazione, la religiosità domestica del Medioevo e quella di Sant'Erasmo, dove fanno bella mostra di sé, due tele attribuite al pittore Luca Giordano massimo esponente della scuola napoletana del seicento.
Dal telegrafo lo sguardo domina l'intera valle raccolta tutta intorno alle pendici del Vesuvio prima di aprirsi all'estremo limite massimo del Golfo di Castellammare di Stabia.
Di sera è possibile ammirare la distesa punteggiata di mille e mille luci che già colpì il famoso novelliere francese Guy de Maupassant che, diretto a Ravello, scrisse nel suo diario di viaggio: "Questo posto è una terrazza sul Paradiso".

### Chiesa di San Bartolomeo

Facciata della chiesa

Dopo la costituzione dell'università, gli abitanti di Corbara richiesero al vescovo Sulpicio Costantino l'autorizzazione ad erigere una chiesa parrocchiale dedicata a san Bartolomeo, distaccandosi dalla giurisdizione dell'Abbazia di Santa Maria Maddalena in Armillis situata a Sant'Egidio del Monte Albino e l'autorizzazione fu concessa nel giugno del 1587. L'edificio era già in funzione in occasione della visita pastorale del vescovo nel 1599.

### Telegrafo

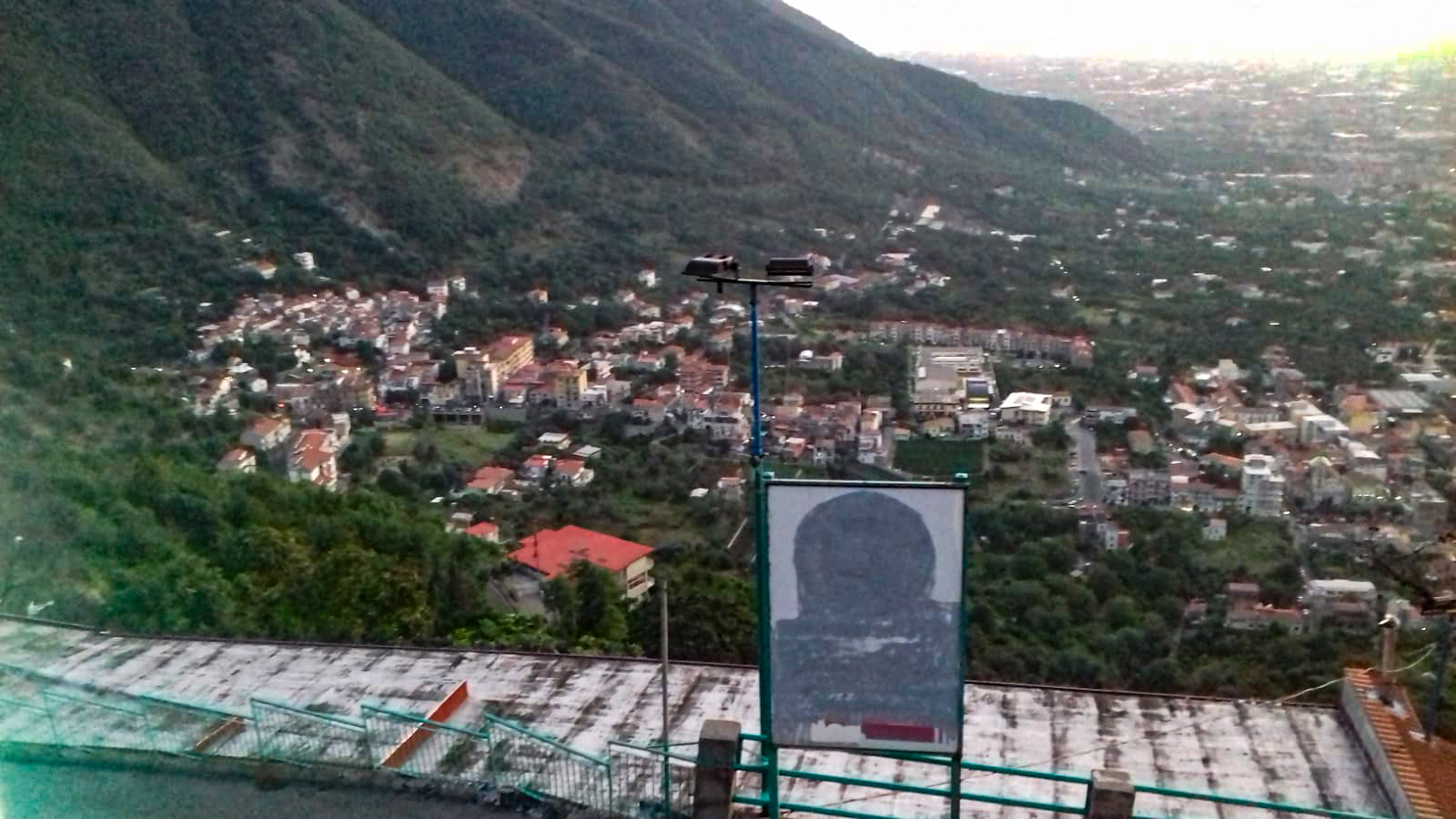
Vista di Corbara da Valleverde

Così soprannominato per la precedente presenza del dispositivo di comunicazione. Una terrazza situata su uno dei punti più alti della città, famosa per la vista mozzafiato del Vesuvio, del Golfo di Napoli, di tutti i paesi circostanti, specialmente di sera, quando le varie luminarie compongono uno spettacolo per gli occhi. La zona permette anche alle automobili di sostare, per non perdersi il panorama nemmeno di inverno. Sicuramente uno dei grandi vanti di Corbara sia tra i cittadini che al di fuori del paese.

## Società

### Evoluzione demografica
Abitanti censiti

### Religione, tradizioni e folclore
Patrono del paese è San Bartolomeo, titolare della chiesa parrocchiale, insieme a sant'Erasmo. In onore di quest'ultimo viene messa in scena da oltre un secolo e mezzo la "Calata dell'angelo", che ricorda l'angelo sceso dal cielo per salvare il santo dal martirio: l'episodio viene raffigurato ogni anno nel mese di luglio da una persona che in costume da angelo cala con una sorta di teleferica dalla chiesa Sant'Erasmo, situata in alto su una roccia, fino ai piedi della stessa, sulla piazza del Rione Sala.

## Economia
Corbara è nota per la produzione di un caratteristico pomodorino, lo "sponzillo" conosciuto come pomodorino di Corbara o Corbarino, dall'elevato contenuto zuccherino.

### Il Corbarino
Tra i numerosi ecotipi locali, il pomodoro di Corbara o Corbarino, fresco o trasformato, è quello che più si contraddistingue per caratteristiche organolettiche e qualitative tipiche.
Trattasi di un pomodoro caratterizzato da piante ad accrescimento indeterminato e da bacche piccole di forma prevalentemente "allungata a pera", dallo spiccato sapore agro dolce. Alla tipologia Corbarino sono assimilati diversi biotipi, la cui selezione è stata curata nel corso degli anni, dagli stessi agricoltori. Essi, con molta probabilità, derivano da vecchie varietà da conserva, coltivate in zona.
L'area di origine del Corbarino è quella delle pendici dei monti Lattari, sia sul versante costiero (costiera amalfitana, penisola sorrentina) sia sul versante interno (confine sud della valle del Sarno), dove si trova il comune di Corbara e sulle cui colline è stato sempre tradizionalmente coltivato.
Fino a poco tempo fa, il Corbarino era coltivato quasi esclusivamente in zone collinari, senza alcun sussidio irriguo; le produzioni erano destinate prevalentemente ai mercati locali per il consumo fresco o per la produzione artigianale di conserve o come pomodori da serbo, conservati a grappolo per il consumo invernale.
L'aumento della domanda, anche al di fuori dell'ambito locale o regionale, e un notevole interesse da parte di trasformatori locali, hanno determinato uno sviluppo della coltivazione anche in aree di pianura, dove si ottengono produzioni più elevate, anche se con caratteristiche qualitative inferiori.

## Infrastrutture e trasporti

### Principali arterie stradali
- Strada Provinciale 2/a San Lorenzo-Corbara-Chiunzi.

### Scuole
La totalità delle scuole di Corbara si concentra nella struttura costruita nel 2018 nella zona del precedente campo di calcio, ormai inesistente. Comprende la scuola dell'infanzia, la scuola primaria, la scuola secondaria di primo grado, un palazzetto dello Sport polifunzionale. Edificata con tecnologie innovative e nel rispetto dell'ambiente, la struttura nel complesso è tra le più funzionali nel panorama europeo, un vero fiore all'occhiello per il paese. Rientra nell'istituto comprensivo "Edoardo de Filippo".

## Sport
La principale compagine sportiva è la Polisportiva S.C.A. Basket 2009, che gioca le sue gare interne a Sarno (SA), in concomitanza del campo di calcio.
Calcisticamente Corbara è rappresentata dalla Polisportiva Corbarese, militante nelle serie dilettantistiche e competente a livello giovanile; gioca le gare interne allo stadio A. Spirito di Sant'Egidio del Monte Albino, mentre precedentemente giocava nel campo di calcio comunale di Corbara, ora non più esistente.